# Ceratopogon grandiforceps
Ceratopogon grandiforceps är en tvåvingeart som först beskrevs av Jean-Jacques Kieffer 1913.  Ceratopogon grandiforceps ingår i släktet Ceratopogon och familjen svidknott. Inga underarter finns listade i Catalogue of Life.